# 1207
1207 (MCCVII) fue un año común comenzado en lunes del calendario juliano.

## Acontecimientos
- Pedro Abad termina su copia del manuscrito del Cantar de mio Cid.
- En el Castillo de Wartburg de Turingia tiene lugar el Sängerkrieg, un concurso de juglares alemanes organizado por Hermann I Landgrave.
- Se funda la ciudad inglesa de Liverpool
- Temujin funda el Imperio Mongol

## Nacimientos
- 1 de octubre - Enrique III de Inglaterra.

## Fallecimientos
- Xin Qiji - escritor chino de la dinastía Song
- Kaloján, zar de Bulgaria
- Bonifacio de Montferrato, rey de Tesalónica